# Campionati francesi di sci alpino 1973
I Campionati francesi di sci alpino 1973 si disputarono a La Foux d'Allos; furono assegnati i titoli di discesa libera, slalom speciale e combinata maschili e di slalom gigante e slalom speciale femminili.

## Risultati
| Specialità      | Uomini             | Donne           |
| --------------- | ------------------ | --------------- |
| Discesa libera  | Bernard Grosfilley | non assegnato   |
| Slalom gigante  | non assegnato      | Fabienne Serrat |
| Slalom speciale | Jean-Louis Vidal   | Patricia Emonet |
| Combinata       | Philippe Barroso   | non assegnato   |